# پیرکاکا
پیرکاکا (به ترکی آذربایجانی: Pirkəkə) یک منطقهٔ مسکونی در جمهوری آذربایجان است که در شهرستان آغ‌داش واقع شده‌است. پیرکاکا ۱٬۰۹۰ نفر جمعیت دارد.